# 발리언트 코믹스
발리언트 코믹스(영어: Valiant Comics)는 미국의 만화책 및 관련 미디어 출판사이다. 1989년에 전 마블코믹스 최고 편집장 짐 슈터와 법률가이자 사업가 Steven Massarsky에 의해 설립되었다. 1994년 이 기업은 어클레임 엔터테인먼트에 인수되었다. 2004년 어클레임이 파산을 선언한 이후 이 기업은 2005년 기업가 Dinesh Shamdasani와 Jason Kothari에 의해 발리언트 엔터테인먼트의 일부로 다시 시작되었다.